# Østerbæksvej Station
Østerbæksvej Station er en letbanestation på Odense Letbane, beliggende på Nyborgvej ved krydset med Ejby Møllevej og Østerbæksvej i Odense. Stationen åbnede sammen med letbanen 28. maj 2022.
Letbanen ligger i en græsbelægning midt på Nyborgvej. Stationen ligger mellem krydsene med Østerbæksvej og Eckersbergsvej. Den består af to spor med hver sin sideliggende perron og med adgang via fodgængerfeltet i krydset med Østerbæksvej.
Omgivelserne udgøres primært af boligbyggeri med en blanding af boligblokke, lavere etageejendomme, rækkehuse og enfamilieshuse. Stationen ligger desuden ved den nordlige ende af et grønt bælte bag ved Eckersbergsvej.
Østerbæksvej
| Foregående station             |  | Odense Letbane                       |  | Efterfølgende station  |
| ------------------------------ |  | ------------------------------------ |  | ---------------------- |
| Palnatokesvej mod Tarup Center |  | Tarup Center - Hjallese fra maj 2022 |  | Korsløkke mod Hjallese |